# Pseudolasius tenuicornis
Pseudolasius tenuicornis é uma espécie de formiga do gênero Pseudolasius, pertencente à subfamília Formicinae.